# Jocelyn Lemieux
Jocelyn Lemieux (* 18. November 1967 in Mont-Laurier, Québec) ist ein ehemaliger kanadischer Eishockeyspieler. Der Flügelstürmer bestritt zwischen 1986 und 1998 über 600 Spiele für sieben Teams in der National Hockey League, den Großteil davon für die Chicago Blackhawks.

## Karriere
Jocelyn Lemieux lief in seiner Jugend ab 1984 für die Voisins de Laval in der Ligue de hockey junior majeur du Québec (LHJMQ) auf, der höchsten Juniorenliga seiner Heimatprovinz. Bei diesem Team, das ab dem Folgejahr als Titan de Laval firmierte, verbesserte der Angreifer seine persönliche Statistik zur Saison 1985/86 deutlich; er erzielte 125 Scorerpunkte in 71 Spielen und wurde infolgedessen ins LHJMQ First All-Star Team gewählt. Die St. Louis Blues wählten ihn daher im NHL Entry Draft 1986 an zehnter Position aus, für die er mit Beginn der Spielzeit 1986/87 in der National Hockey League (NHL) auflief. Lemieux verbrachte nur zwei Jahre in Missouri, von denen er im zweiten Jahr größtenteils verletzungsbedingt ausfiel. Im August 1988 wurde er mit Darrell May und einem Zweitrunden-Wahlrecht im NHL Entry Draft 1988 an die Canadiens de Montréal abgegeben, die Blues erhielten im Gegenzug Sergio Momesso und Vincent Riendeau. Bei den Canadiens spielte Lemieux kurzzeitig gemeinsam mit seinem Bruder Claude, kam jedoch hauptsächlich bei deren Farmteam, den Canadiens de Sherbrooke, in der American Hockey League (AHL) zum Einsatz. In der Folge wurde er bereits im Januar 1990 im Tausch für ein Drittrunden-Wahlrecht im NHL Entry Draft 1990 zu den Chicago Blackhawks transferiert.
Bei Chicago etablierte sich der Flügelstürmer endgültig in der Liga und absolvierte für das Team in den kommenden knapp viereinhalb Jahren über 300 NHL-Partien. Dabei erreichte er mit den Blackhawks das Stanley-Cup-Finale 1992, diese unterlagen jedoch den Pittsburgh Penguins deutlich mit 0:4. Im März 1994 wurde Lemieux zusammen mit František Kučera an die Hartford Whalers abgegeben, die im Gegenzug Gary Suter, Randy Cunneyworth und ein Drittrunden-Wahlrecht im NHL Entry Draft 1995 nach Chicago schickten. Aufgrund von Verletzungen kam er bei den Whalers nur zu wenigen Einsätzen und wurde im Dezember 1995 zu den New Jersey Devils transferiert, die dafür Jim Dowd abgaben, wobei die Teams darüber hinaus zwei Zweitrunden-Wahlrechte tauschten. Wenig später wurden die Calgary Flames sein drittes Team in der Saison 1995/96, die im Februar 1996 neben ihm auch Tommy Albelin und Cale Hulse erhielten und im Gegenzug Phil Housley und Dan Keczmer nach New Jersey abgaben.
In der Folge wurde sein auslaufender Vertrag in Calgary nicht verlängert, wodurch Lemieux zur Spielzeit 1996/97 vorerst zu den Long Beach Ice Dogs in die International Hockey League (IHL) wechselte. Im März 1997 kehrte er noch einmal in die höchste Liga Nordamerikas zurück, die Phoenix Coyotes verpflichteten ihn als Free Agent. Bei den Coyotes stand der Stürmer im Folgejahr in 30 Spielen auf Eis, lief parallel dazu aber weiterhin für die Ice Dogs sowie für die Springfield Falcons in der AHL auf. Nach der Saison 1998/99, in der er aufgrund einer im Juli 1998 erlittenen Schulterverletzung auf nur noch 25 IHL-Einsätze in Long Beach kam, erklärte er seine aktive Laufbahn für beendet. Insgesamt hatte Lemieux in seiner NHL-Karriere 658 Spiele bestritten und dabei 179 Scorerpunkte erzielt.
Seit 2010 ist er als Experte bzw. Analyst beim Réseau des sports tätig.

## Erfolge und Auszeichnungen
- 1986 LHJMQ First All-Star Team

## Karrierestatistik
(Legende zur Spielerstatistik: Sp oder GP = absolvierte Spiele; T oder G = erzielte Tore; V oder A = erzielte Assists; Pkt oder Pts = erzielte Scorerpunkte; SM oder PIM = erhaltene Strafminuten; +/− = Plus/Minus-Bilanz; PP = erzielte Überzahltore; SH = erzielte Unterzahltore; GW = erzielte Siegtore; 1 Play-downs/Relegation; Kursiv: Statistik nicht vollständig)

## Persönliches
Sein älterer Bruder Claude Lemieux absolvierte über 1400 NHL-Spiele, gewann dabei vier Mal den Stanley Cup und wurde zudem mit der Conn Smythe Trophy ausgezeichnet. Zwischen 1988 und 1989 spielten die Brüder kurzzeitig gemeinsam für die Canadiens de Montréal. Außerdem schaffte Claudes Sohn bzw. Jocelyns Neffe Brendan Lemieux ebenfalls den Sprung in die NHL.